# Nissen hos Spekhøkeren
Nissen hos Spekhøkeren (nudansk: Nissen hos Spækhøkeren) er et eventyr af H.C. Andersen, der blev offentliggjort 30. november 1852, men formelt udgivet som en del af værket Historier. Anden Samling året efter.
Eventyret foregår i huset hos en spækhøker, hvor en studerende bor til leje. Udover disse to bor der en nisse på loftet, der ved juleaften hvert år forventer sig en portion risengrød. Den studerende opfører sig overfor udlejeren på en måde, der forårsager en vrede hos nissen og således planlægger en hævn.